# Vila kapell
Vila kapell är en kyrkobyggnad invigd 1983 som ligger i Tärna församling i Storumans kommun i Luleå stift. Det var också namnet på en tidigare kyrkobyggnad i samma område som både uppfördes och förföll på 1700-talet och som numera är överdämd.

## Kyrkobyggnaden
Det nuvarande Vila kapell invigdes 2 juli 1983 och rymmer ett hundratal personer. Det ligger på norra sidan av Över-Uman, vid E12 i Strimasund. Byggnaden är uppförd av liggande timmer med brutet plåttak och har en fristående klockstapel. Kyrkorummet har grå timmerväggar och trägolv samt ett innertak av naturfärgad träpanel.
Kapellet ägs av Stiftelsen Vila kapell, och gudstjänst hålls där fyra–fem gånger per år.

### Historia
Det ursprungliga Vila kapell (även kallat Uma kapell) byggdes vid mitten av 1720-talet på södra sidan av Vilasundet mellan Över-Uman och Gausjosjön i den översta delen av Umeälven, knappt två kilometer sydväst om den nuvarande kapellplatsen. Initiativtagare var flera personer som missionerade bland samerna på den norska sidan, bland annat prästen Thomas von Westen. I november 1722 var han i Rana på missionsresa och höll då ett möte med samerna i området. Några samer och den finländske missionären Arvid Bistock skrev på en förbindelse om att de till våren skulle bygga ett kapell i Skapsvaimo, trakten vid Vilasund. Det är osäkert om kapellet verkligen blev färdigt året därpå, men 1725 var det i alla fall i bruk. Kapellet var mycket enkelt, timrat av fjällbjörk. Altaret bestod av två ohyvlade bräder som bars upp av fyra käppar som slagits ned i jorden. I stället för bänkar fanns björkstammar att sitta på, och två träklossar fungerade som ljusstakar på altaret. 
När den samiska befolkningen i området intervjuades 1744 inför gränsförhandlingarna med Norge berättade de att alla samer i trakten, såväl Vapstbyn som Ranbyn och Granbyn, brukade bege sig till "Weila kyrka eller Capell" när prästen kom dit från Mo i Rana för att predika.
Sedan riksgränsen dragits upp 1751 kom kapellet att ligga inom svenskt territorium. Inte desto mindre rapporterades det på tinget i Lycksele tingslag den 19 januari 1756 att en norsk präst vid namn Johannes Petter Dass hade hållit gudstjänst i Vila kapell två söndagar i rad föregående sommar. År 1759 upplystes det dock vid tinget att den norska närvaron hade upphört. Det uppkom nu en diskussion om huruvida någon svensk präst borde hålla gudstjänster i Vila kapell, eller rentav bosätta sig där. Komministern i Sorsele, Eric Lindahl, reste dit och firade böndagen den 20 juli 1759 tillsammans med samerna, men han menade att platsen var alltför avlägsen. Ett nytt kapell byggdes därför i Tärna 1762. Vila kapell förföll därefter ganska snabbt. År 1781 skrev magister Carl Gustaf Alenius i Lycksele till Abraham Hülphers att "Vila Capell är nu mera förstört".

### Utgrävningar
När fornminnesinventering genomfördes i området 1959 hittades inga spår efter kapellet, förutom några fördjupningar i marken som antogs utgöra gravar. Platsen grävdes ut 1962, varvid man kunde konstatera att byggnaden hade bestått av två rum, 5x4 meter respektive 3x2 meter.
Vid utgrävningarna fann man också omkring 25 gravar där de döda låg nedlagda i ackjor. Med sig hade de enkla bruksföremål som kniv, eldstål och flinta.
År 2007 uppmärksammades det att käkdelar från gravarna vid Vila kapell låg i en monter på tandläkarhögskolan i Umeå. Benen hade skickats dit för analys och skulle sedan begravas, men av okänd anledning blivit kvar.

## Inventarier
- Ett harmonium.

## Riksintresse
Den gamla kapell- och begravningsplatsen dämdes över när regleringsmagasinet Över-Uman bildades 1965. Trots detta finns många lämningar från forntid och fram till modern tid i området. Det är därför klassat som riksintresse för kulturmiljövården.